# Al Pease
Victor "Al" Pease (Darlington, 15 de outubro de 1921 - Sevierville, 4 de maio de 2014) foi um automobilista britânico que corria pelo Canadá.
Ficou famoso quando tornou-se o primeiro (e único) piloto a ser desclassificado de uma corrida de Fórmula 1 por lentidão, no Grande Prêmio do Canadá de 1969.

## Vida pessoal
Seu primeiro contato com o esporte a motor foi quando seu pai, Albert, o levava para acompanhar provas de motociclismo. Aos 17 anos, foi mandado para a Força Aérea Real, inclusive participando dos últimos momentos da Segunda Guerra Mundial, depois de atuar em conflitos na Rodésia e no Egito. Com o final da guerra, mudou-se para o Canadá, onde trabalhou como ilustrador e obteve a cidadania.

## Carreira no automobilismo
Pease estreou no automobilismo em 1952, quando tinha 31 anos, e tornou-se um piloto de relativo sucesso no automobilismo canadense, disputando inclusive as 12 Horas de Sebring, pilotando um Lotus 47.
Em 1967, fechou uma parceria com a fabricante de lubrificantes Castrol e alugou um carro Eagle para a primeira edição do GP do Canadá, disputando no circuito de Mosport Park. Embora elogiasse o projeto do Eagle Mk1, criticava o desempenho do carro, que apresentava problemas elétricos.
Nos treinos,  fez um tempo 7 segundos mais lento do que o pole Jim Clark, da Lotus. Apesar disso, conseguiu se classificar em 15º em um grid de 18 carros. No dia da corrida, um temporal atinge Mosport Park e as coisas começam a dar errado para o piloto antes mesmo da prova começar: com problemas na bateria, ele perde a largada e só consegue sair para a pista quando os pilotos já estão na sexta volta.
Correndo em último, não demora a rodar e ir para a grama. O motor Climax fica tão cheio d'água que a bateria descarrega novamente. Mesmo parado no ponto da pista mais longe dos boxes, Pease não desistiu: volta a pé aos boxes, pega outra bateria com seus mecânicos e instala o instrumento no carro, que continuava estacionado à margem da pista. Perde muito tempo e retorna para o circuito, quando já era o último colocado.
Quando a corrida termina, o resultado é impressionante: Pease, que chegou em último, acabou terminando a prova a incríveis 43 voltas atrás do vencedor, Jack Brabham. A média de velocidade é ridícula: 69,4 km/h (menor do que um carro de passeio). Para comparação, Brabham completa 90 voltas e Pease, apesar de ter chegado ao fim, não é classificado por não ter completado a distância mínima necessária.
Apesar do início desastroso, o piloto se inscreveu para a corrida de 1968. Novamente pilotando um Eagle Mk1, Pease é 15 segundos mais lento do que o pole-position Jochen Rindt e fica 8 segundos atrás do penúltimo classificado, o francês Henri Pescarolo. O canadense não se classifica para a corrida, juntamente com o belga Jacky Ickx, que sofrera um acidente nos treinos.

## A desclassificação no GP do Canadá de 1969
Aos 48 anos de idade, sem o patrocínio da Castrol e novamente pilotando o Eagle Mk1, Pease tem desempenho sofrível nos treinos do GP do Canadá e se classifica em 17º entre 20 carros inscritos, a 11 segundos da pole-position obtida por Jacky Ickx. Nas primeiras voltas da corrida, freia cedo demais para uma curva e o suíço Silvio Moser é obrigado a desviar para não bater. Moser sai da pista e acerta a barreira de proteção, tornando-se a primeira vítima de Pease. Logo depois, o francês Jean-Pierre Beltoise recebe uma fechada e entorta a suspensão de seu Matra-Ford. A errática pilotagem de Pease começa a irritar os chefes de equipe, e na volta 32 um incidente definiu seu destino na Fórmula 1.
Jackie Stewart, ao tentar passar pelo canadense, é jogado para fora da pista e abandona. Revoltado, Ken Tyrrell vai à direção de prova e pede a desclassificação do piloto da Eagle. O pedido é aceito e Pease se torna o primeiro - e até hoje - único piloto da história a ser excluído da prova por ser excessivamente lento. Antes de sua desclassificação, ele havia completado apenas 22 voltas na corrida - os líderes já tinham mais do que o dobro.

## Aposentadoria e morte
A desclassificação foi um golpe na carreira de Pease, que nunca mais retornaria à Fórmula 1. Competiu apenas em provas no automobilismo local até se aposentar em definitivo na década de 1980. Foi incluído no Canadian Motorsport Hall of Fame (Hall da Fama do automobilismo canadense) em 1998. Após encerrar a carreira, trabalhou em uma gráfica.
Em 4 de maio de 2014, aos 92 anos de idade, o ex-piloto morreu em sua casa, em Sevierville, no estado norte-americano do Tennessee.